# Березина (Новороздольская городская община)
Березина (укр. Березина́) — село в Новороздольской городской общине Стрыйского района Львовской области Украины, на левом берегу реки Днестр.
Население по переписи 2001 года составляло 2127 человек. Занимает площадь 2,58 км². Почтовый индекс — 81651. Телефонный код — 3241.

## Галерея

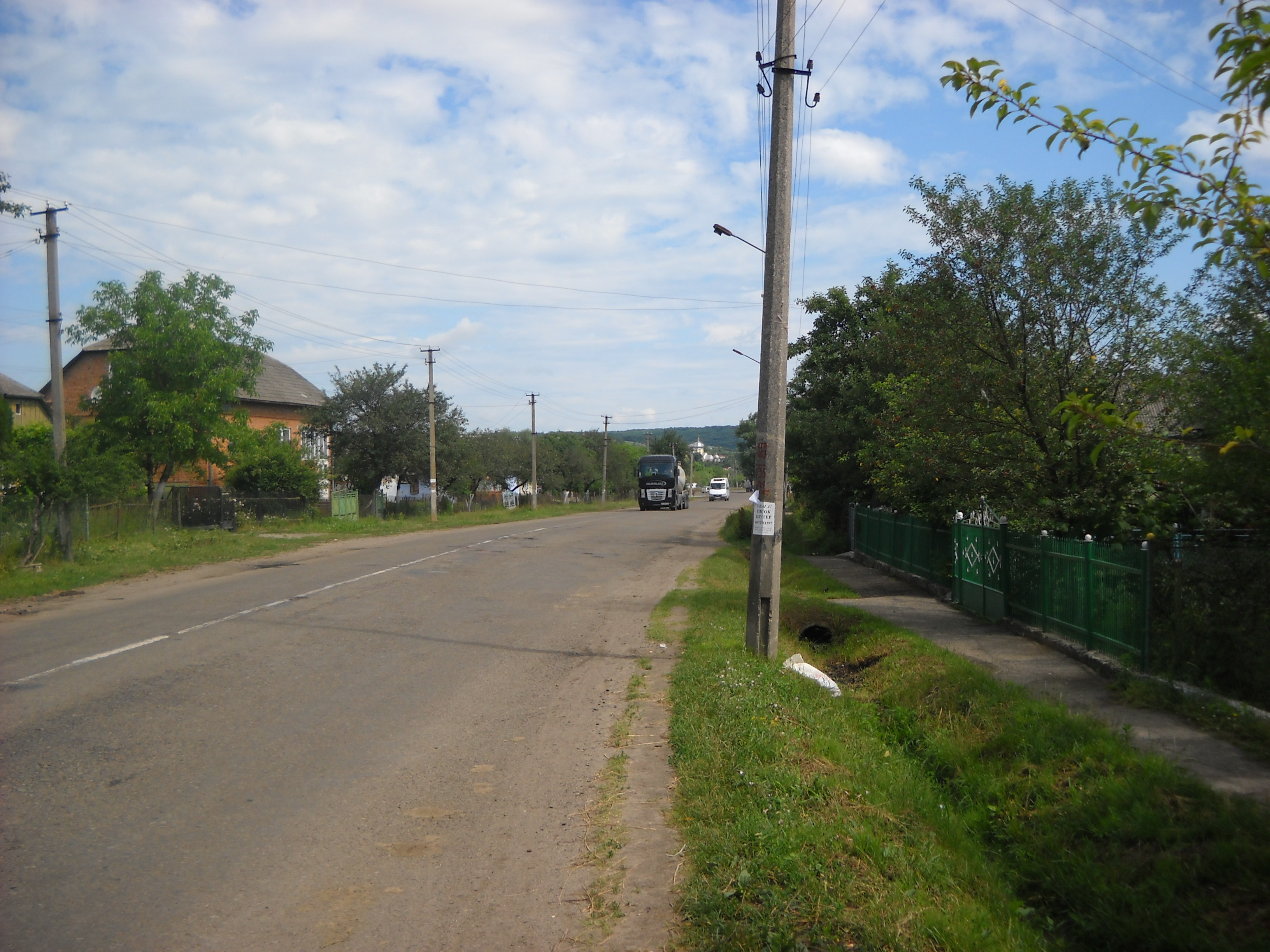
На улице села
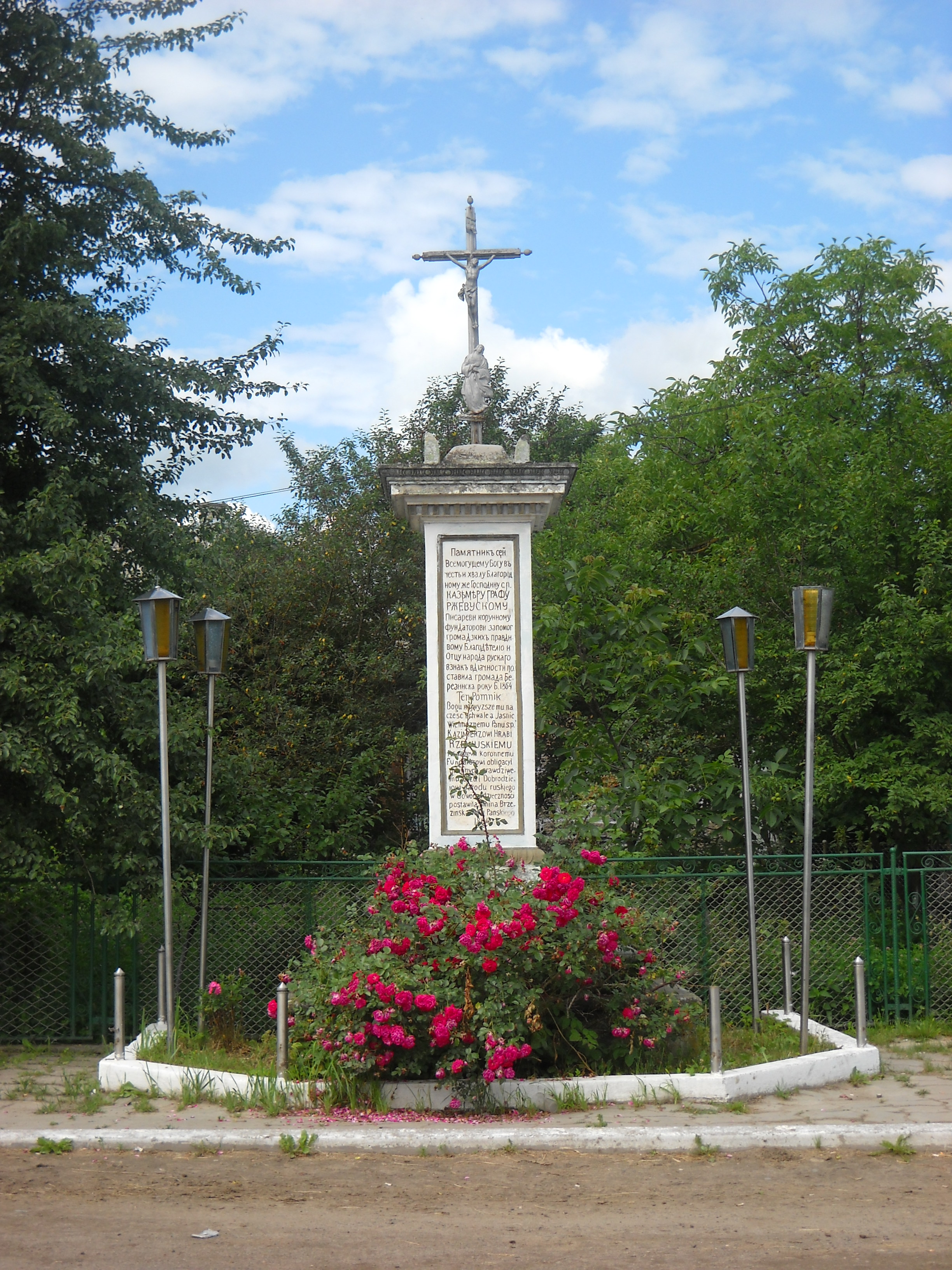
Памятник графу Казимиру Жевускому